# Jaeger Table
Jaeger Table är en platå i Antarktis. Den ligger i Västantarktis. Argentina och Storbritannien gör anspråk på området.